# Knollwood (Texas)
Knollwood es una ciudad ubicada en el condado de Grayson en el estado estadounidense de Texas. En el Censo de 2010 tenía una población de 226 habitantes y una densidad poblacional de 262,83 personas por km².

## Geografía
Knollwood se encuentra ubicada en las coordenadas 33°41′21″N 96°37′7″O / 33.68917, -96.61861. Según la Oficina del Censo de los Estados Unidos, Knollwood tiene una superficie total de 0.86 km², de la cual 0.86 km² corresponden a tierra firme y (0%) 0 km² es agua.

## Demografía
Según el censo de 2010, había 226 personas residiendo en Knollwood. La densidad de población era de 262,83 hab./km². De los 226 habitantes, Knollwood estaba compuesto por el 87.17% blancos, el 4.42% eran afroamericanos, el 1.33% eran amerindios, el 0.44% eran asiáticos, el 0% eran isleños del Pacífico, el 4.42% eran de otras razas y el 2.21% pertenecían a dos o más razas. Del total de la población el 6.19% eran hispanos o latinos de cualquier raza.